# Истман (Висконсин)
Истман (енгл. Eastman) град је у америчкој савезној држави Висконсин.

## Демографија
По попису из 2010. године број становника је 428, што је 9 (-2,1%) становника мање него 2000. године.
| Група             | 2000.       | 2010.       |
| Белци             | 425 (97,3%) | 423 (98,8%) |
| Афроамериканци    | 0 (0,0%)    | 0 (0,0%)    |
| Азијати           | 1 (0,2%)    | 0 (0,0%)    |
| Хиспаноамериканци | 8 (1,8%)    | 0 (0,0%)    |
| Укупно            | 437         | 428         |